# 모래의 여자 (영화)
《모래의 여자》(砂の女, Woman in the Dunes)는 일본에서 제작된 테시가하라 히로시 감독의 1964년 드라마, 스릴러 영화이다. 오카다 에이지 등이 주연으로 출연하였고 이치카와 키이치 등이 제작에 참여하였다.

## 출연

### 주연
- 오카다 에이지
- 키시다 쿄코

### 조연
- 미츠이 코지
- 야노 센

## 기타
- 원작자: 아베 코보
- 미술: 히라카와 토테츠

## 같이 보기
- 제37회 아카데미상 외국어영화상 출품작 목록